# Svetlina
Svetlina ali lumen je anatomski izraz za notranji (dobesedno svetel) prostor cevastih ali votlih organov. Svetlina se nahaja na primer v notranjosti želodca, žile, črevesa, sapnika
Lumen lahko pomeni tudi prostor za notranjo membrano kloroplasta, Golgijevega aparata ...